# Guido Saracco
Guido Saracco (Torino, 24 novembre 1965) è un ingegnere italiano, rettore del Politecnico di Torino dal marzo 2018 a gennaio 2024.

## Biografia
Laureato in Ingegneria Chimica presso il Politecnico di Torino, consegue il Ph.D. nello stesso ateneo nel 1995. 
Nel 2002 diviene docente ordinario di Chimica delle tecnologie e, in seguito, Vicerettore dello stesso ateneo.
Saracco è stato eletto rettore del Politecnico di Torino l'8 febbraio 2018, al secondo turno, succedendo a Marco Gilli.
Socio corrispondente dell'Accademia delle Scienze di Torino dal 2015, l'attività di ricerca di Saracco è soprattutto nell'area della fotochimica, con oltre 500 pubblicazioni all'attivo.